# 矮蓼
矮蓼（学名：Polygonum humile）为蓼科蓼属下的一个种。

## 扩展阅读
- 維基物種上的相關：矮蓼